# Szilágyi Sándor (író)
Szilágysomlyói Szilágyi Sándor, teljes nevén: Szilágyi Sándor Zsigmond György (Arad, 1883. december 18. — Budapest, 1944. december) polgári iskolai tanár, író, újságíró.

## Életpályája
Szülei Szilágyi György és Szalai Amália. Tanári oklevelének megszerzése után sokat tartózkodott külföldön, hazatérését követően újságíró lett. 1907. január 15-én Budapesten feleségül vette Silberstein Emíliát. Mint a főnixmadár című regényével pályadíjat nyert. 1909-ben az Országos Közművelődési Tanács titkára, később ügyvezető alelnöke, valamint a Vajda János Társaság elnöke lett. Szerkesztette a Műveltség című folyóiratot és a Vasárnapi Könyv című ismeretterjesztő hetilapot 1921 és 1944 között. A közművelődés terén elért eredményeinek jutalmául 1926-ban kormányfőtanácsossá nevezték ki. 1944. november 10-én a Gestapo letartóztatta, majd december elején meggyilkolták.

## Művei
- Mint a főnixmadár (regény, Budapest, 1920)
- Lavotta János. A kor és az ember (Budapest, 1930)
- Apák és fiúk a válság viharában (Budapest, 1942)